# Lars Ullerstam
Lars Gustaf Adolf Ullerstam, född 22 april 1935 i Vänersborg, är en svensk psykiater och författare mest känd för boken De erotiska minoriteterna från 1964. Ullerstam var en av 1960-talets mest tongivande sexliberaler.
Ullerstam blev filosofie kandidat 1958, medicine licentiat 1965 och specialist i allmän psykiatri 1976. Han tjänstgjorde på mentalsjukhus och psykiatriska kliniker, bland annat Lillhagens sjukhus i Göteborg 1968–1969, Långbro sjukhus 1971–1972, var privatpraktiserande i Göteborg 1972–1982, överläkare vid psykiatriska kliniken vid Centrallasarettet i Borås 1983–1987 och därefter privatpraktiserande psykiater. 
Ullerstam menade att mycket av det som samtiden såg som perversioner, i själva verket var normala fenomen som borde accepteras. Han menade vidare att sexuella minoriteter borde accepteras och så även nekrofili och pedofili. Ullerstam föreslog i boken också statliga bordeller. Han tog dock avstånd från våldtäkt.
Boken blev mycket omdiskuterad och översatt till flera språk, däribland tyska, franska och engelska. Ullerstam har även skrivit boken Frikostmetoden eller Hur du skaffar dig ett matöga och kan äta vad du vill! (1989).